# Eleutherodactylus varleyi
Espèce
Synonymes
- Eleutherodactylus phyzelus Schwartz, 1958

Statut de conservation UICN

 LC  : Préoccupation mineure
Eleutherodactylus varleyi est une espèce d'amphibiens de la famille des Eleutherodactylidae.

## Répartition
Cette espèce est endémique de Cuba. Elle se rencontre du niveau de la mer jusqu'à 900 m d'altitude.

## Description

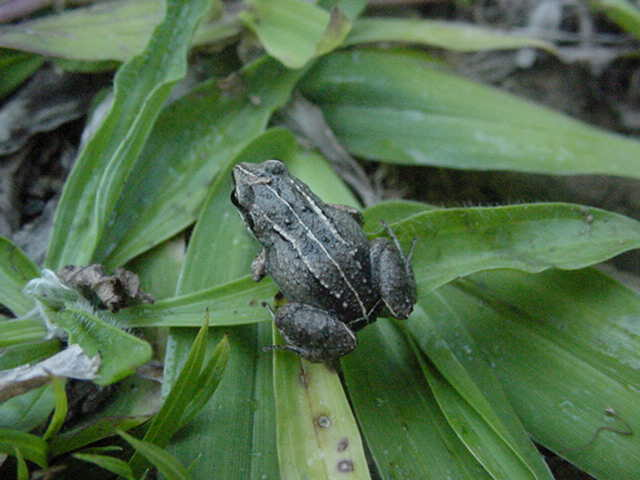
Eleutherodactylus varleyi

Les mâles mesurent jusqu'à 14 mm et les femelles jusqu'à 17 mm.

## Étymologie
Cette espèce est nommée en l'honneur de James B. Varley, pour son aide dans la collecte de l'holotype.

## Publication originale
- Dunn, 1925 : New frogs from Cuba. Occasional Papers of the Boston Society for Natural History, vol. 5, p. 163-166 (texte intégral).